# ستيف برايس
ستيف برايس (بالإنجليزية: Steve Price)‏ هو لاعب دوري الرغبي أسترالي، ولد في 5 سبتمبر 1977.